# Hattane
Hattane (en arabe : حطان) ou chaâba (en arabe : الشعبة) est une commune de la province de Khouribga (Maroc), située dans la région de Béni Mellal-Khénifra.
Hattane compte environ 11 000 habitants en 2007, elle se situe au sud-est de la ville de Khouribga à environ 17 km.

## Ressources et activités
L'exploitation des phosphates constitue l'activité principale de la commune. En effet, l'Office Chérifien des Phosphates emploie plus de 80 % des pères de familles. L'employeur N°1 s'est engagé en 2011 à former et à embaucher plus de personnes (essentiellement des enfants de retraités), à la suite des émeutes survenues à la ville de Khouribga dans le cadre des manifestations revendiquant des réformes économiques et politiques connues sous le nom du Mouvement du 20 février.
Les transferts d'argent, ainsi que les devises (en liquide) ramenées par les ressortissants de la commune en Europe (principalement en Italie) représentent aussi une ressource non négligeable. Toutefois, les chiffres sont difficiles à estimer.

## Répartition géographique
Deux quartiers principaux composent la commune.

### Chaâba
(Signifie col de montagne). Le quartier occupe la majeure partie de la commune, il est situé dans la zone Sud. Il représente aussi le nom officieux de la commune couramment utilisé par les régions voisines pour substituer à l'officiel.

### S'bata
(ou sebata) Le quartier nord, construit à l'origine par l'OCP afin d'y loger ses employés. À présent, les logements sont occupés autant par des employés/retraités que par des tiers.

## Infrastructures

### Éducation
L'infrastructure du ministère de l'éducation Nationale se compose de :
- 3 écoles primaires :

1. école des saâdiyyine (anciennement appelée nouvelle école de Hattane II) à s'bata.
2. école de hattane I à chaâba.
3. école essmara (ou s'mara) à chaâba.

- 1 Collège : collège de Hattane.
- 1 Lycée : Lycée Imam Ali, qui propose des options scientifiques et littéraires.

### Transport
Bien que les routes reliant la commune aux régions voisines (notamment la ville de Khouribga) ont été correctement goudronnées. Les moyens mobilisés restent insuffisants pour satisfaire aux besoins des habitants, et le service pour le moins catastrophique.
D'abord, le nombre de véhicules (Grands taxis exclusivement) qui frôle le ridicule pour une population de plus de 12 000 habitants, surtout aux heures d'affluence et pendant les périodes de fêtes ou de vacances. Les responsables de la commune malgré tout, à maintes reprises, ont refusé d'accorder des licences d'exploitation à plusieurs entreprises de transports proposant des bus.
Ensuite la gestion aléatoire qui fait qu'il n'existe pas d'horaires de service précis, ni une organisation civilisée pour accéder aux taxis en fonction de l'arrivée des passagers (batailles acharnées pour les places). Les taxis refusent souvent de s’arrêter au lieu prévu pour le stationnement surtout en cas de présence d'un nombre important d'individus en attente, et parfois refusent catégoriquement de servir prétextant le manque de passagers sur le trajet inverse.
Enfin, les taxis disponibles ne desservent pas l'essentiel de l'entourage de la commune. Seule la ville de Khouribga est desservie, avec les quelques coins situés sur sa route et obligeant à payer la totalité de la course. Pour se déplacer aux autres communes, les habitants sont amenés à se débrouiller par leurs propres moyens.
Pour résumer, le service est dépendant du bon vouloir des chauffeurs qui ne semblent être régis par aucune loi.

### Sources
- (ar) www.hattane.co.cc

- (ar) www.MyHattane.com